# Ле Грант, Ричард
Ричард ле Грант, иначе Ричард ле Гранд, Ричард Грант, Ричард Магнус (англ. Richard le Grant, Richard le Grand, Richard Grant, Richard Magnus; ум. 3 августа 1231) — 45-й архиепископ Кентерберийский (1229—1231).

## Биография
Ричард ле Грант предположительно был уроженцем Нейзинга (Эссекс), имел брата Уолтера и сестру Агнес. Сведения о его церковной карьере до 16 декабря 1220 года, когда он впервые упоминается в качестве канцлера и руководителя школ Линкольнского собора, весьма скудны. 19 января 1229 года он получил назначение на Кентерберийскую архиепископскую кафедру, остававшуюся вакантной после смерти архиепископа Стивена Лэнгтона в 1228 году, и получил поддержку Папы римского Григория IX (в отличие от избранного ранее монахами Кентерберийского собора Уолтера д’Эйншема).
В архиепископской должности Ричард ле Грант продолжил дело Стивена Лэнгтона, зарекомендовав себя сторонником очищения церкви от злоупотреблений и освобождения её от влияния государственной власти. В 1230 году он воспротивился решению короля Генриха III о распространении на священнослужителей налога, установленного для финансирования похода на Пуату.
Отстаивая границы земельных владений Кентерберийской кафедры, Ричард ле Грант вступил в конфликт с королевским юстициарием Хьюбертом де Бургом и самим Генрихом III из-за прав на город и замок Тонбридж. Потерпев поражение, он отлучил от церкви всех причастных к захвату церковных земель, исключая только короля.
Весной 1231 года Ричард ле Грант отправился в Рим, рассчитывая получить поддержку Папы в задуманных им реформах, которые в числе прочего включали освобождение священнослужителей от участия в структурах государственной власти и в работе королевских судов в ущерб их духовным обязанностям. Кроме того, он надеялся преодолеть явление религиозного плюрализма.
Он добился успеха своей миссии, но на обратном пути в Англию умер 3 августа 1231 года и был похоронен в Сан-Джемини (Умбрия).